# Eclipse Aviation
Eclipse Aviation Corporation je bil ameriški proizvajalec zelo lahkih reaktivcev (VLJ-jev). Sedež podjetja je bil Albuquerque v ameriški zvezni državi New Mexico. Podjetje je leta 1998 ustanovil Vern Raburn, ki je v preteklosti delal pri Microsoftu. Zaradi Raburnovih dobrih povezav je bil Bill Gates jen izmed večjih delničarjev pri Eclipsu.
Podjetje Eclipse Aviation je leta 2009 kljub velikemu številu naročil za letala, zaradi pomanjkanja sredstev bankrotiralo. Nasledilo ga je podjetje Eclipse Aerospace.